# Майкъл Лопес-Алегрия
Майкъл Еладио Лопес-Алегрия (на английски: Michael Eladio López-Alegría) е американски тест пилот и астронавт на НАСА, ветеран от четири космически полета и дълговременен престой в космоса - 215 денонощия и 08 часа като командир на Експедиция 14 на МКС. На второ място в ранглистата по общ брой и продължителност на излизане в открития космос - 10 космически разходки с обща продължителност 67 часа и 40 минути.

## Образование
Майкъл Лопес-Алегрия завършва колеж в Мишън Виехо, Калифорния през 1976 г. През 1980 г. се дипломира като бакалавър по инженерни науки във Военноморската академия на САЩ, Анаполис, Мериленд. През 1988 г. става магистър по същата специалност в Института за следдипломна квалификация на USN, Монтерей, Калифорния.

## Военна кариера
Майкъл Лопес-Алегрия постъпва на редовна военна служба след дипломирането си, през 1980 г. През 1980 г. завършва курс за поготовка на военноморски пилоти. Дълги години служи като пилот на EP-3E и EA-3B - самолети за борба с подводни лодки в авиобазата на САЩ в Рота, Испания. Завършил е школата за военноморски тест пилоти в Мериленд.

## Служба в НАСА
Майкъл Лопес-Алегрия е избран за астронавт от НАСА на 31 март 1992 г., Астронавтска група №14. Той е взел участие в четири космически полета и има почти 6200 часа в космоса.

### Полети
| Космически полети на Майкъл Еладио Лопес-Алегрия          | Космически полети на Майкъл Еладио Лопес-Алегрия | Космически полети на Майкъл Еладио Лопес-Алегрия | Космически полети на Майкъл Еладио Лопес-Алегрия | Космически полети на Майкъл Еладио Лопес-Алегрия | Космически полети на Майкъл Еладио Лопес-Алегрия | Космически полети на Майкъл Еладио Лопес-Алегрия |
| №                                                         | Дата                                             | КК                                               | Емблема на мисията                               | Функции                                          | Продължителност                                  |                                                  |
| --------------------------------------------------------- | ------------------------------------------------ | ------------------------------------------------ | ------------------------------------------------ | ------------------------------------------------ | ------------------------------------------------ | ------------------------------------------------ |
| 1                                                         | 20 октомври 1995                                 | „Колумбия“, мисия STS-73                         | STS-73                                           | Специалист на мисията                            | 15 денонощия 21 часа 53 мин. 16 сек.             |                                                  |
| 2                                                         | 11 октомври 2000                                 | „Дискавъри“, мисия STS-92                        | STS-92                                           | Специалист на мисията                            | 12 денонощия 21 часа 43 мин. 47 сек.             |                                                  |
| 3                                                         | 24 ноември 2002                                  | „Индевър“, мисия STS-113                         |                                                  | Специалист на мисията                            | 13 денонощия 18 часа 48 мин. 38 сек.             |                                                  |
| 4                                                         | 18 септември 2006                                | „Союз TMA-9“, мисия Експедиция 14 на МКС         | ISS Expedition 14                                | Командир на Експедиция 14                        | 215 денонощия 08 часа                            |                                                  |
| Сумарно време в космоса – 257 денонощия 22 часа 46 минути |                                                  |                                                  |                                                  |                                                  |                                                  |                                                  |

## Награди
- Медал за служба в националната отбрана;
- Медал на НАСА за участие в космически полет.